# النيل للتطوير العقاري
شركة النيل للتطوير العقاري هي شركة مصرية خاصة تعمل في مجال التطوير العقاري، وتُعد من أبرز الشركات العقارية في مصر. تأسست الشركة عام 2002، وتتبع مجموعة النيل والأهرام العقارية، وتتركز أعمالها في القاهرة الجديدة والعاصمة الإدارية الجديدة.

## النشأة والتأسيس
تأسست شركة النيل للتطوير العقاري في عام 2002 ضمن مجموعة النيل والأهرام، وبدأت نشاطها في تنفيذ مشروعات سكنية في مدينة المنصورة، قبل أن تتوسع لاحقًا إلى القاهرة الجديدة والعاصمة الإدارية الجديدة، حيث تُعد من أوائل المطورين العقاريين العاملين في منطقة الأعمال المركزية.

## المشروعات البارزة

### تايكون تاور (Tycoon Tower)
مشروع فندقي شاهق يقع على النهر الأخضر في العاصمة الإدارية الجديدة. يبلغ ارتفاعه حوالي 233 مترًا، مما يجعله أطول فندق في إفريقيا.

### نايل بيزنس سيتي (Nile Business City)
مشروع متعدد الاستخدامات يقع في قلب العاصمة الإدارية الجديدة، يتألف من عدة أبراج بإجمالي ارتفاع يصل إلى 233 مترًا. يُعرف بـ "أعلى مدينة رأسية في إفريقيا".

### 31 نورث (31 North Tower)
برج إداري وتجاري بارتفاع 131 مترًا، يقع في المنطقة الذهبية بالعاصمة الإدارية الجديدة. يُعد أول مشروع للشركة في المدينة الجديدة.

### نايل بوليفارد (Nile Boulevard)
مشروع سكني فاخر يقع في القاهرة الجديدة، ويتميز بطراز معماري فرنسي حديث.

## التوجهات والاستراتيجية
تتبنى الشركة استراتيجية قائمة على الابتكار في التصميم، والاعتماد على معايير البناء الحديثة. كما كانت من أوائل الشركات التي قدمت مفهوم الملكية الجزئية في السوق المصري، مما يتيح للمستثمرين امتلاك حصص في وحدات فندقية فاخرة.

## الشراكات
- عضو في اتحاد مطوري العاصمة الإدارية.
- تتعاون مع شركات محلية ودولية في مجال التصميم والتنفيذ.